# Chapleau (Ontario)
Pour les articles homonymes, voir Chapleau.

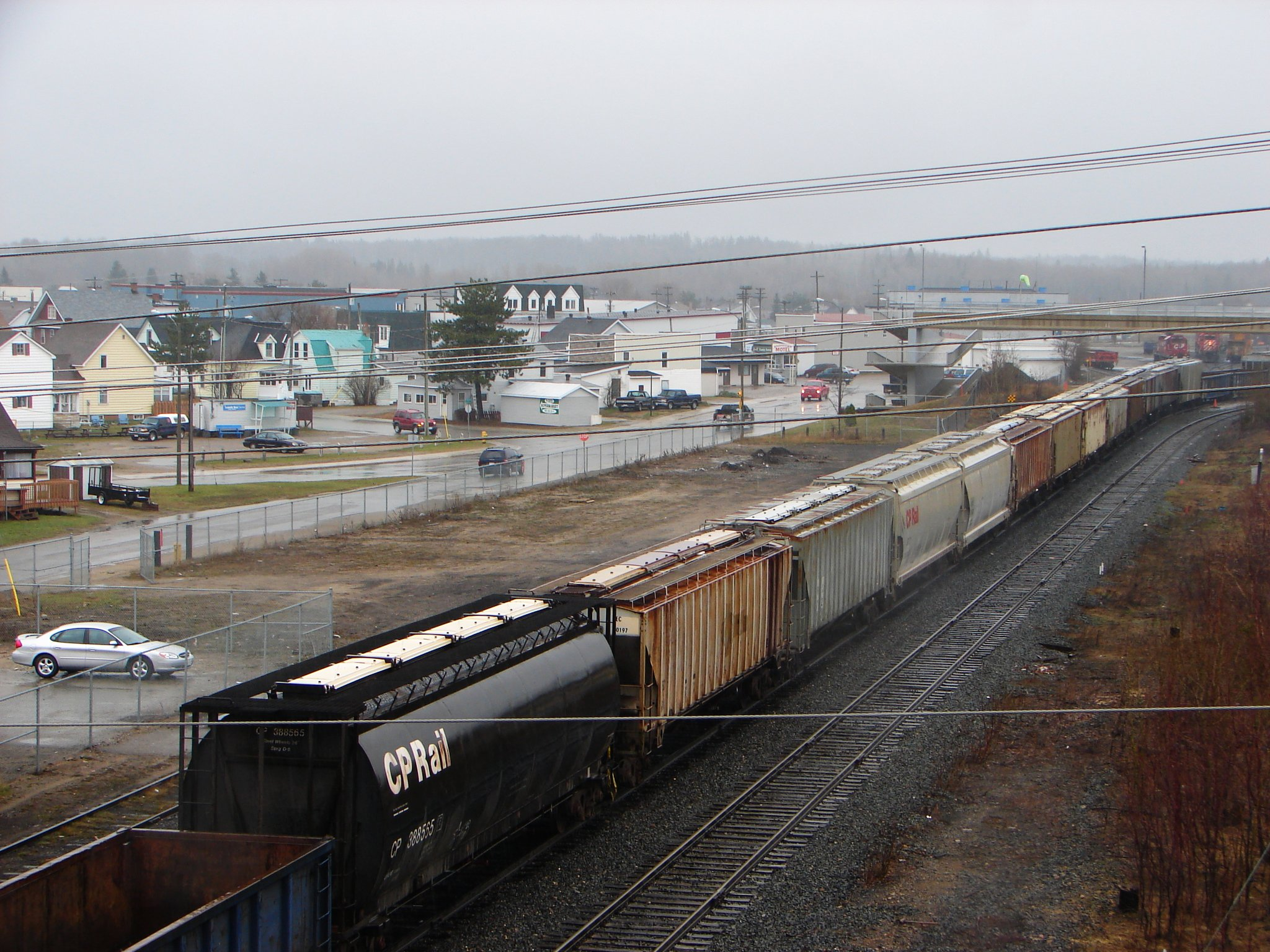
Centre de Chapleau

Chapleau est un petit village dans le Nord de l’Ontario. Les industries principales qui font vivre le village sont le chemin de fer Canadien Pacifique et le moulin à scie Tembec. En ce qui concerne le tourisme, Chapleau est un endroit parfait pour les enthousiastes du plein air.  Étant bien isolés dans les bois, et étant bien entourés de lacs, la chasse et la pêche sont les attraits touristiques dominants.
L’autre attrait principal est  fait que la ville de Chapleau détient la plus grande réserve faunique du monde, la Réserve de chasse de la Couronne de Chapleau est une réserve naturelle et une réserve de chasse.

## Histoire
Les premiers Européens sont venus travailler pour la Compagnie de la Baie d'Hudson, qui a établi un comptoir commercial de fourrure sur le grand lac Missinaibi en 1777, environ 50 milles au Nord de Chapleau. En 1885, le chemin de fer Canadien Pacifique a été construit par la région de Chapleau.
Chapleau est désigné par sa communauté et ses visiteurs sous le nom de "Portail de la plus grande réserve faunique de la Couronne du monde". C'est grâce à la localisation de Chapleau au pied de la réserve faunique de Chapleau, voué à la protection de l’habitat naturel, qui s’étend sur plus de 7 000 kilomètres carrés.
Grâce à la réserve faunique de Chapleau, le village s’est transformé en ville pour les touristes. Plusieurs habitants de Chapleau sont des visiteurs lointains d’autres villes!
La ville a été nommée en l'honneur du cinquième premier ministre du Québec, Joseph-Adolphe Chapleau qui était également avocat, journaliste et homme d'affaires.

## Démographie
| 2001  | 2006  | 2011  | 2016  |
| ----- | ----- | ----- | ----- |
| 2 832 | 2 354 | 2 116 | 1 964 |

| 0-14 ans | 15-24 ans | 25-44 ans | 45-64 ans | 65 et plus | Population totale |
| -------- | --------- | --------- | --------- | ---------- | ----------------- |
| 460      | 295       | 640       | 655       | 305        | 2355              |

L’information suivante est la plus récente disponible auprès de Statistique Canada et provient de données du dernier recensement en 2006 de Chapleau. Le recensement suivant a lieu en 2010.

## Langues parlées
Dans le village de Chapleau, on y retrouve majoritairement des anglophones, des francophones et des locuteurs autochtones. Le tiers de la population est composé de Franco-Ontariens.
| Les langues         | Total | Masculin | Féminin |
| ------------------- | ----- | -------- | ------- |
| Anglophones         | 1 410 | 735      | 680     |
| Francophones        | 765   | 370      | 395     |
| Langues autochtones | 250   | 130      | 120     |

Sur une population de 2 330, 765 personnes ont le français comme langue maternelle en 2006.

## Personnalités
- Floyd Curry : Joueur de la LNH et quatre fois vainqueur de la Coupe Stanley avec les Canadiens de Montréal.
- Louis Hémon : Écrivain français tué accidentellement par un train à Chapleau. Il a écrit plusieurs livres et articles, notamment Maria Chapdelaine.
- Adélard Lafrance : Joueur de la LNH né en 1912 à Chapleau.
- Ron Schock : Il s’est rapidement développé dans le système des Bruins junior, ensuite est passé la LNH pour finalement diriger les Flyers.
- Jason Ward : Il fut repêché par les Canadiens de Montréal au onzième rang en 1997. Il est maintenant sous contrat avec les Flyers de Philadelphie.
- Vince Crichton : Il est maintenant reconnu l'échelle internationale canadienne comme biologiste de la faune.